# Sydow (deutsches Adelsgeschlecht)

Wappen derer von Sydow – pommersche Linie

Wappen derer von Sydow – neumärkische Linie

Von Sydow ist der Name eines alten brandenburgischen Adelsgeschlechts. Der Stammsitz dieser Familie ist heute der Ortsteil Sydow der Gemeinde Wust-Fischbeck im Landkreis Stendal (Sachsen-Anhalt).

## Geschichte
Das Adelsgeschlecht erscheint urkundlich erstmals im Jahre 1259 mit Heinrich de Sidow als Marschall des Markgrafen Otto von Brandenburg. Das Geschlecht gehört damit dem deutschen Uradel an. Hinricus de Sydow wurde 1262 als Lehnsnehmer auf Schönow erwähnt, das bis zum Verkauf 1863 über 600 Jahre im Familienbesitz blieb. Schönow gehörte bis 1945 zur Provinz Pommern, gehört heute aber zur brandenburgischen Uckermark.
Die Familie teilte sich früh in mehrere Linien, die sich zunächst hauptsächlich in der Neumark und in Pommern verbreiteten. Ein Zweig soll sich in Polen niedergelassen und dort den Namen Zidowsky angenommen haben.
Zu den bekanntesten neumärkischen Linien zählten die zu Dobberphul, Schönfeld, Stolzenfelde und Voitgsdorf, die alle in der Gegend um Königsberg in der Neumark (heute pol. Chojna) ansässig waren.
Die vorpommerschen Linien zu Schönow (ab 1262) und Blumberg (1483 bis 1763), beide heute zur brandenburgischen Uckermark gehörend, hatten ihren Lehensbesitz im ehemaligen Landkreis Randow.
Die Linie auf Neuengrape bei Pyritz war die einzige hinterpommersche Linie, die ein Gut im Kreis Pyritz (heute pol. Pyrzyce) besaß. Sie hatte aber mit den anderen Linien keine Gesamthand am Lehensbesitz.
In der Mitte des 19. Jahrhunderts gab es nur noch die vier Linien Dobberphul, Schönfeld, Blumberg und Schönow, die sich zum Teil recht verbreitet auch in anderen Gegenden Deutschlands angesiedelt hatten, so z. B. in West- und Ostpreußen, Posen, Schlesien, Sachsen, der Lausitz und in Westfalen. Der 1743 durch Heirat auf das westfälische Schloss Westhusen bei Dortmund gelangte Zweig verlegte seinen Sitz 1913 auf das hinterpommersche Gut Zemlin (Kreis Cammin).

## Besitzungen

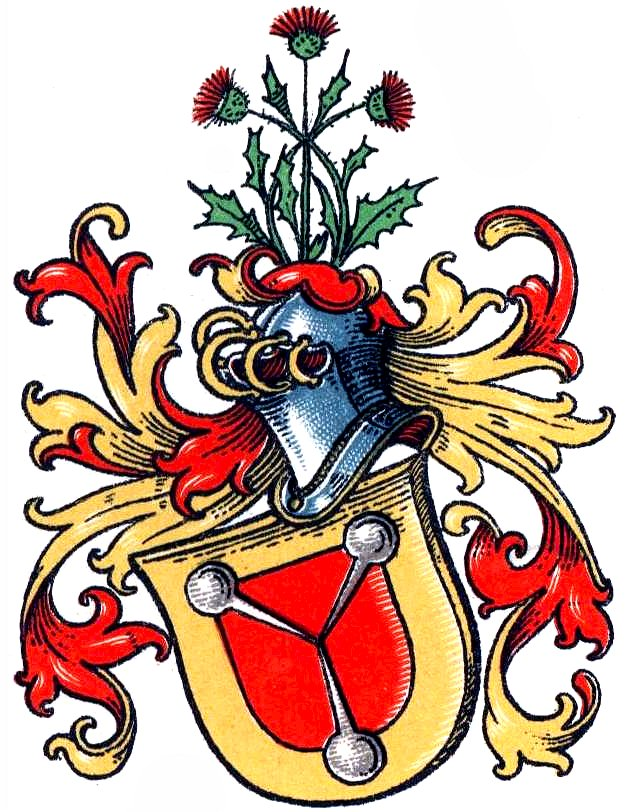
Wappen derer von Sydow im Wappenbuch des Westfälischen Adels

Einige historische Güter der Familie:
- Gut Schönow, Vorpommern (heute Uckermark) (von 1262 bis 1863)
- Gut Blumberg, Vorpommern (heute Uckermark) (vor 1430 bis 1763)
- Gut Schönfeld, ehemals im Landkreis Königsberg (Neumark), Brandenburg, heute: Sitno (powiat gryfiński), Gemeinde Mieszkowice
- Gut Stolzenfelde, Landkreis Königsberg, heute: Stołeczna bei Trzcińsko-Zdrój
- Gut Voigtsdorf, Landkreis Königsberg, heute: Kurzycko, Gemeinde Mieszkowice
- Gut Kalzig bei Züllichau, Landkreis Königsberg, heute: Kalsk
- Gut Rehdorf, Landkreis Königsberg, heute: Stoki, Ortsteil von Chojna
- Gut Neuengrape bei Pyritz, heute: Nowe Chrapowo im Powiat Pyrzycki
- Schloss Westhusen, Dortmund (1743 bis 1913)
- Gut Woltersdorf (Casekow)
- Gut Zemlin, Kreis Cammin, Hinterpommern (1913 als Ersatz für Westhusen erworben, 1945 enteignet), heute: Samlino bei Golczewo
- Gut Zirkwitz mit Gut Peterfitz, Hinterpommern (1891 bis 1945, enteignet)

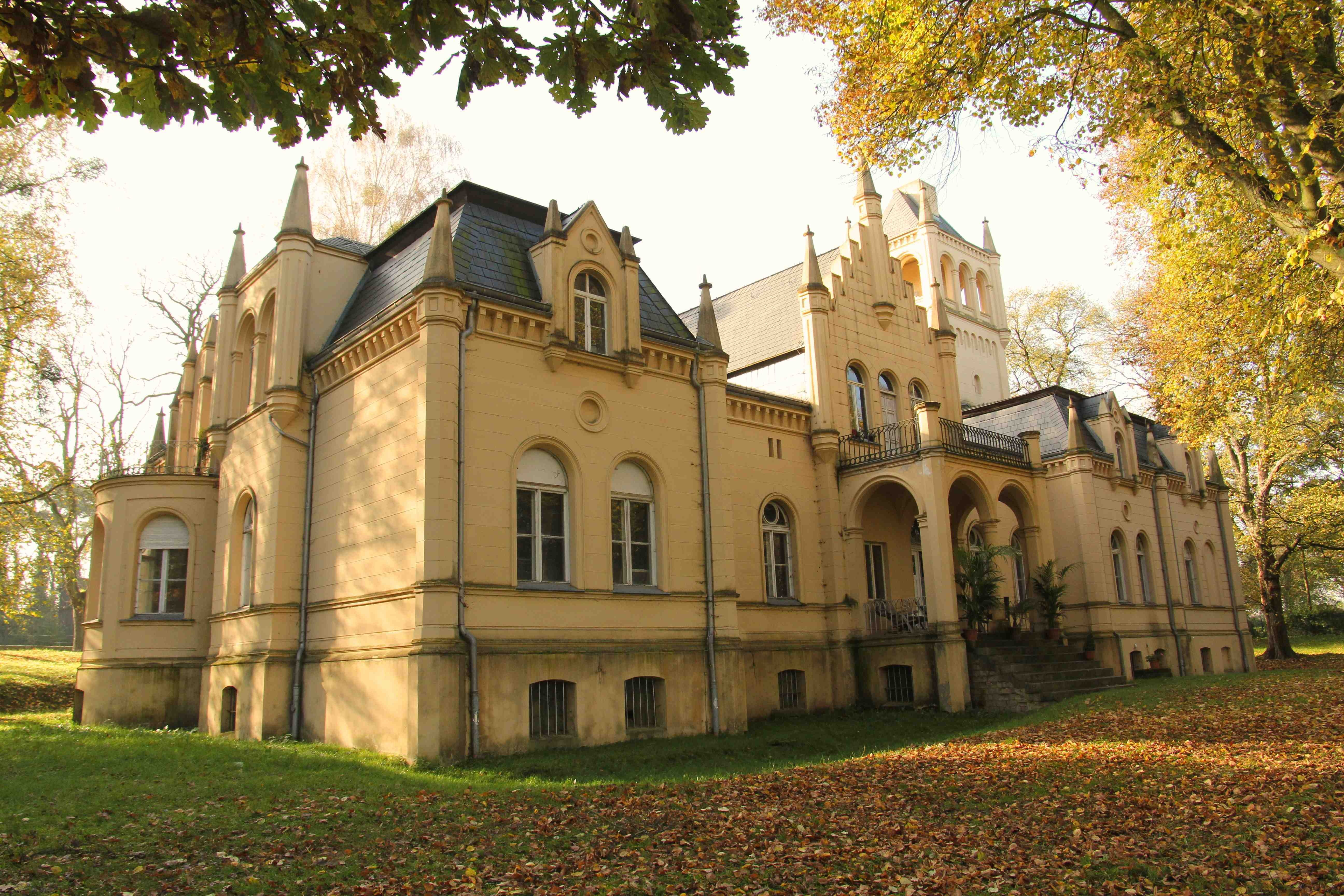
Schönow, Uckermark
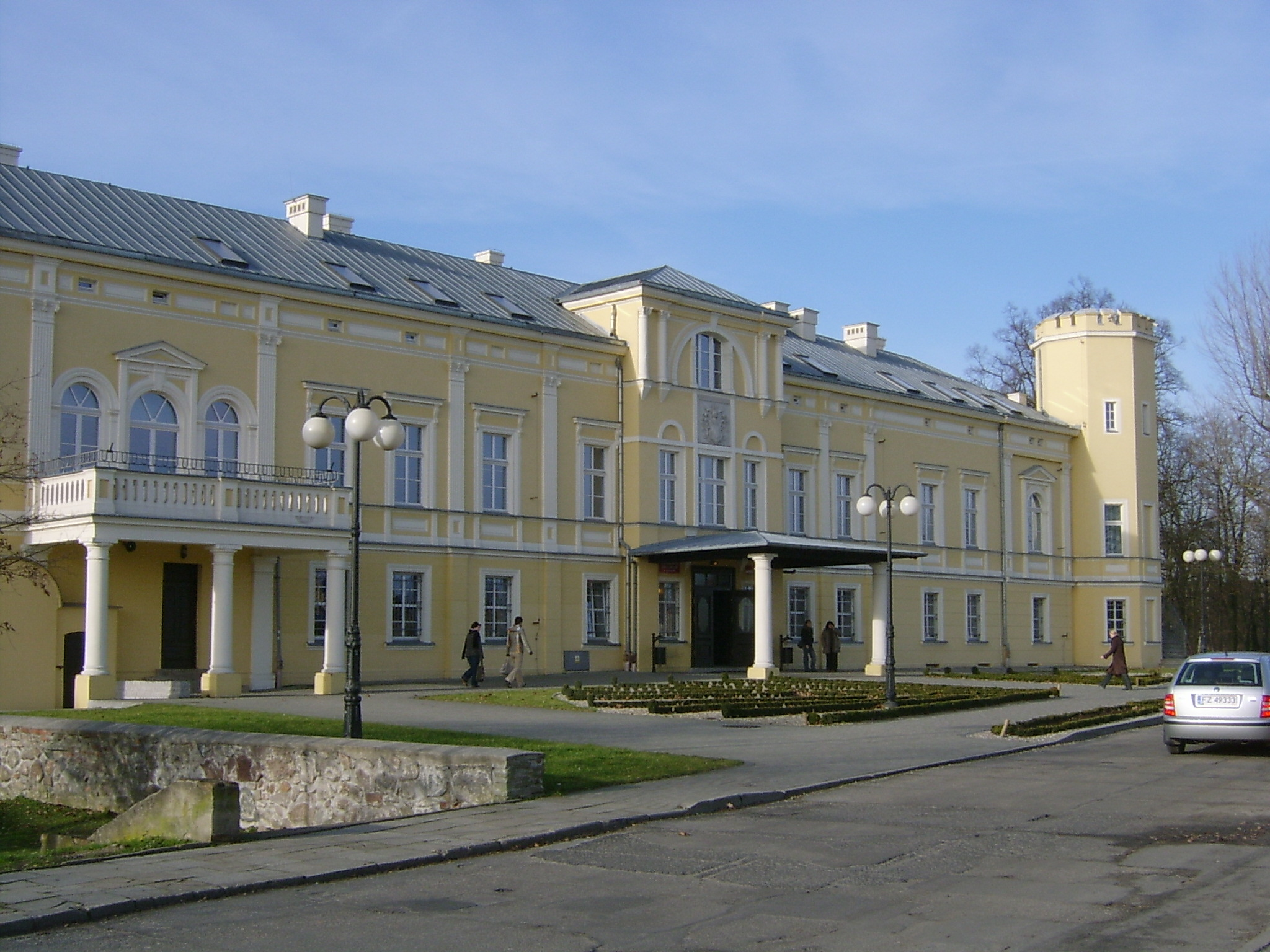
Kalzig, Neumark
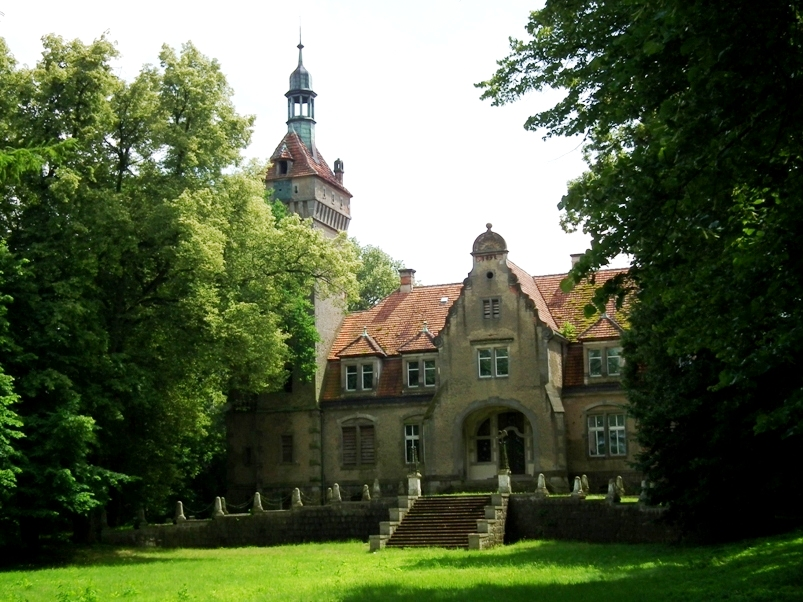
Stolzenfelde, Neumark
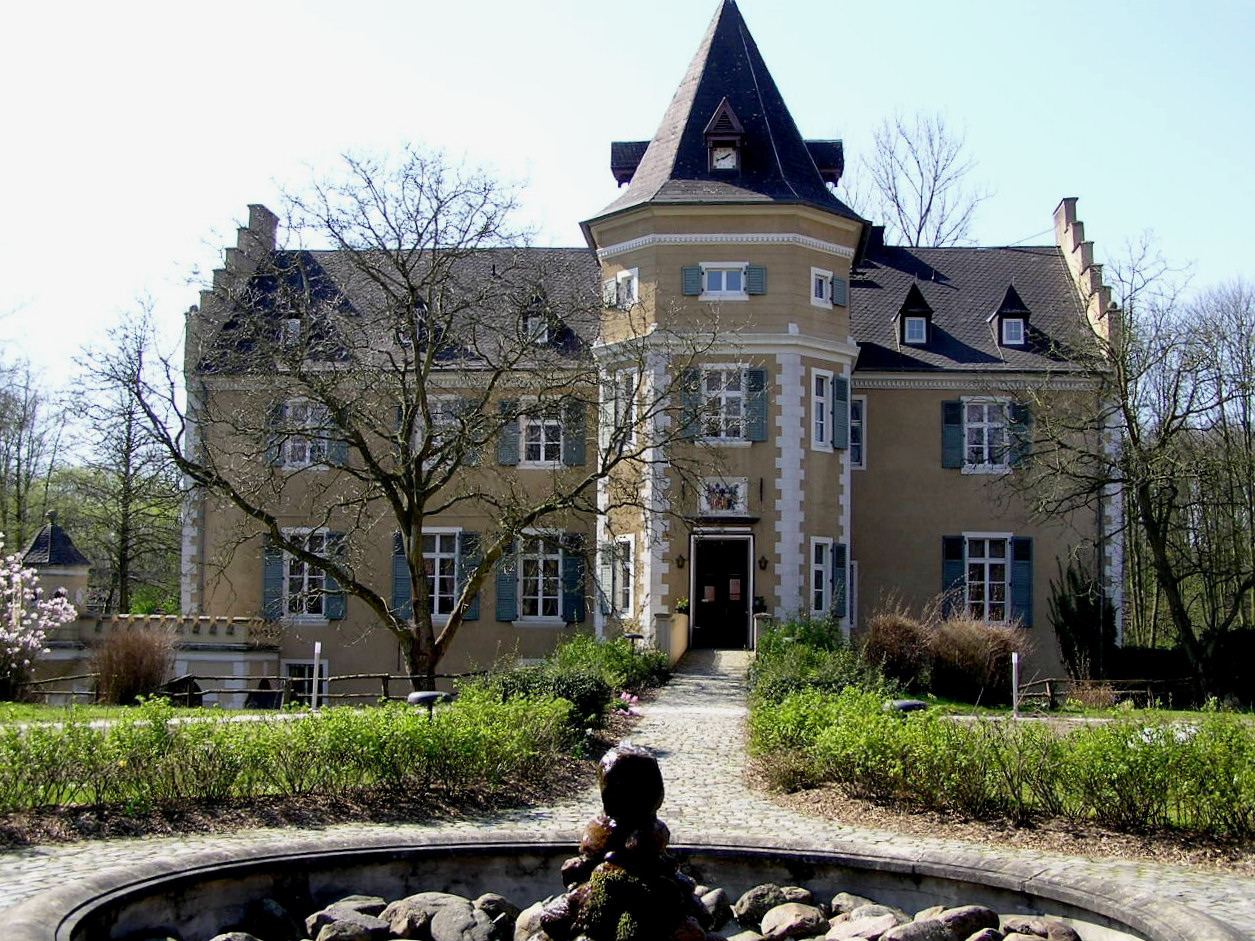
Schloss Westhusen, Dortmund
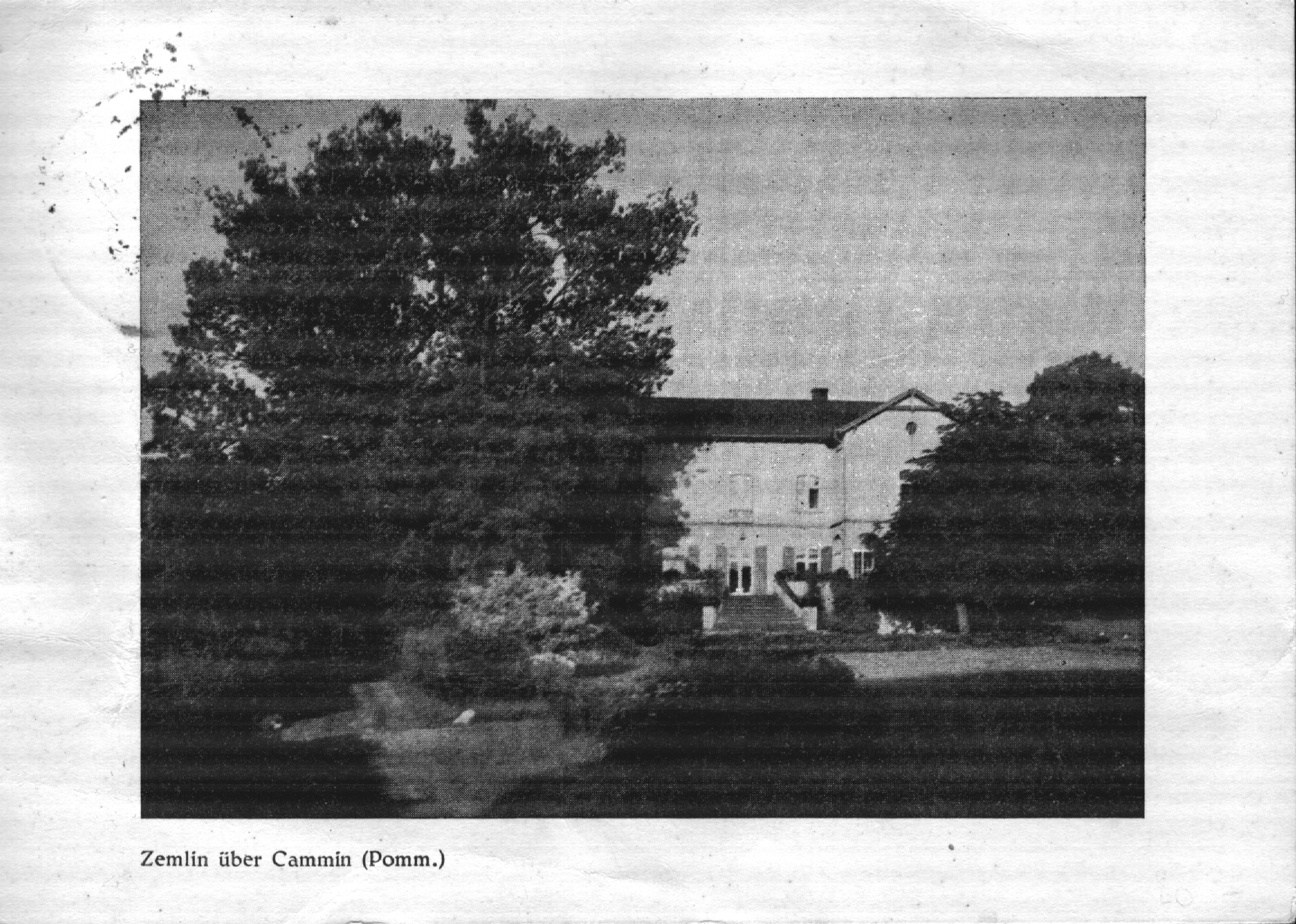
Zemlin, Hinterpommern
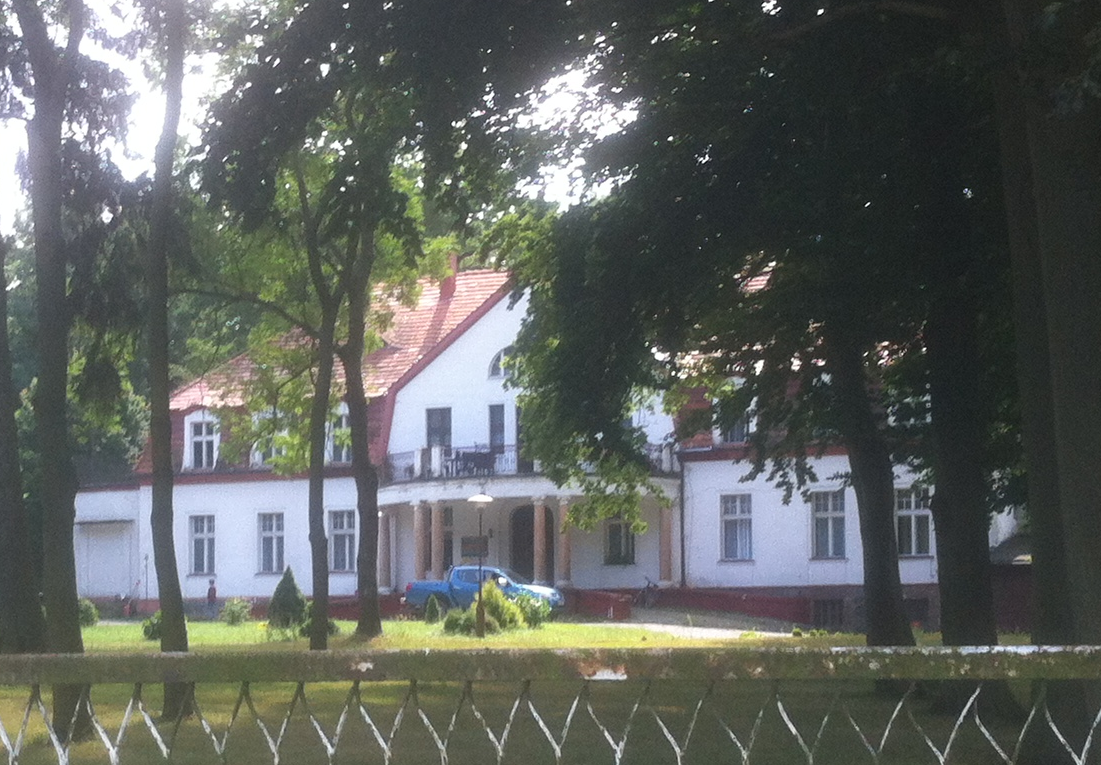
Zirkwitz, Hinterpommern

## Wappen
Das Stammwappen zeigt in Silber einen schwarzen Schild (Innenbord). Auf dem Helm befinden sich zwei natürliche gekreuzte Disteln. Die Helmdecke ist ebenfalls schwarz-silber.
Es unterscheiden sich die Wappen der neumärkischen Linien mit zwei Distelblüten von den Wappen der vorpommerschen Linien mit drei Distelblüten in der Helmzier. In beiden Linien ist aber der Stammschild durch Belegung mit drei ins Schächerkreuz gestellten silbernen Nägeln (wohl ursprünglich ein Schildbelag) vermehrt.

## Familienmitglieder (chronologisch)
- Alexander Magnus von Sydow (1622–1679), brandenburgischer Obrist und Chef des Leib-Regiments zu Pferde
- Joachim von Sydow (1632–1686), deutscher Generalmajor, zuletzt Kommandant der Stadt Danzig
- Adam Wilhelm von Sydow (1650–1711), preußischer Generalmajor und Kommandeur eines Infanterieregiments
- Baltzer Friedrich von Sydow (1652–1733), preußischer Generalleutnant und Kommandant der Festung Küstrin
- Egidius Ehrentreich von Sydow (1669–1749), preußischer General der Infanterie und Kommandant von Berlin
- Hans Siegmund von Sydow (1695–1773), preußischer Oberst und Chef des Garnisonsregiments Nr. 2
- Carl Friedrich von Sydow (1698–1763), preußischer Landrat im Randowschen Kreis und Landesdirektor in Vorpommern
- George Wilhelm von Sydow (1699–1767), preußischer Landrat im Randowschen Kreis
- Friedrich Ludwig von Sydow (1701–1742), preußischer Landrat
- Heinrich Bernhard von Sydow (1711–1789), kurhannoveraner Generalleutnant
- Gustav Adolph von Sydow (1715–1772), preußischer Generalmajor und Chef des Garnisonsregiments Nr. V
- Christian Ludwig von Sydow (1733–1795), preußischer Landrat im Arnswalder Kreis
- Wilhelm Ludwig von Sydow (1748–1826), preußischer Beamter und Politiker
- Friedrich Ludwig von Sydow (1749–1820), preußischer Landschaftsdirektor
- Hans Joachim Friedrich von Sydow (1762–1823), preußischer Generalleutnant
- Theodor von Sydow (1770–1855), Dichter und Deklamator, Kompaniekamerad von Karl von Holtei
- Friedrich von Sydow (1780–1845), deutscher Offizier und Schriftsteller
- Wilhelmine von Sydow, geb. von Criegern (1789–1867), Pseudonym: Isidore Grönau, deutsche Schriftstellerin
- Hans von Sydow (1790–1853), preußischer Generalmajor
- Ferdinand von Sydow (1795–1864), preußischer Generalmajor
- Albrecht von Sydow (1799–1861), preußischer Generalmajor
- Rudolf von Sydow (1805–1872), deutscher Jurist, preußischer Legationsrat und Mitglied des Preußischen Herrenhauses
- Oskar von Sydow (1811–1886), deutscher Historiker und evangelischer Theologe
- Emil von Sydow (1812–1873), deutscher Offizier und Kartograph
- Albrecht von Sydow (1840–1897), preußischer Oberst, Kommandeur Infanterie-Regiment Nr. 81
- Otto von Sydow (1851–1925), deutscher Generalmajor
- Alfred von Sydow (1852–1933), deutscher Generalleutnant
- Konrad von Sydow (1853–1929), Gutsbesitzer und Mitglied des Preußischen Herrenhauses
- Clara von Sydow (1854–1928), deutsche Schriftstellerin
- Emmo Karl Ludwig Heinrich von Sydow (1854–1918), Mitglied des preußischen Herrenhauses
- Günther von Sydow (1855–1924), deutscher Verwaltungs- und Kirchenbeamter
- Bernhard Andreas Wilhelm von Sydow (1856–1928), preußischer Generalmajor
- Friedrich Wilhelm Hermann von Sydow (1857–1938), deutscher Generalleutnant
- Stephan von Sydow (1857–1919), preußischer Verwaltungsbeamter
- Konrad Theodor Ferdinand von Sydow (1859–1938), deutscher Generalmajor
- Anna von Sydow (1863–1953), deutsche Schriftstellerin
- Hans von Sydow (1865–1923), deutscher Generalmajor und Direktor des Großen Militärwaisenhauses
- Margarethe von Sydow (1869–1945), Schriftstellerin (geb. von Weiß), Pseudonym Franz Rosen
- Eckart von Sydow (1885–1942), deutscher Kunsthistoriker und Ethnologe
- Rolf von Sydow (1924–2019), deutscher Autor, Film- und Theaterregisseur
- Wilhelm von Sydow (* 1939), österreichisch-deutscher Archäologe

## Besondere Grabstätten
Es gibt keine zentrale Familiengrabstätte, zumal im II. Weltkrieg viele Besitztümer/Güter verloren gegangen und enteignet worden sind.
- In Berlin sind einige von Sydows in der Familiengrabstätte der Familie von Humboldt beim Schloss Tegel bestattet (wo auch Wilhelm & Alexander von Humboldt und auch Gabriele von Bülow beigesetzt worden sind).
- Berlin bei Schloss Friedrichsfelde (Tierpark Berlin) liegt in der Erbbegräbnisstätte der Familie von Treskow-Friedrichsfelde Dr. Manfred von Sydow (1895–1943). Er war ein Ur-Ur-Enkel Wilhelm von Humboldts und Direktor der Junkers Flugzeugwerke und Ehemann der Erbin von Friedrichsfelde, Ursula von Sydow, geb. Treskow-Criegern (1910–2000).

## Schwedische Familie von Sydow

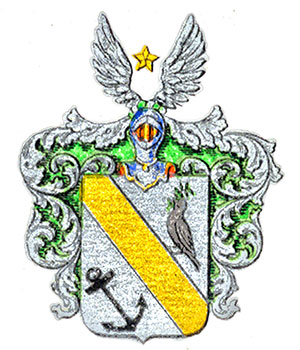
Wappen der schwedischen Familie von Sydow

Ein bis heute existierendes schwedisches Adelsgeschlecht von Sydow führt sich auf einen Christian (von) Sydow zurück, der im 17. Jahrhundert wegen religiöser Unruhen als Protestant das damalige Polen-Litauen verließ und sich in Curow bei Stettin (wohl im Kreis Fürstenthum in Hinterpommern) ansiedelte. Er soll der Überlieferung seiner Nachkommen nach dem deutschen Adelsgeschlecht angehört haben, wofür es aber keine Nachweise gibt. Christians Sohn war ein David Sidow (1661–1734) aus Usedom, der 1724 nach Schweden übersiedelte und sich in Kalmar niederließ. Dessen Sohn Christian Fredrik von Sydow (1714–1773) gilt als Vorfahr der heutigen schwedischen Familie, die 1830 unter der Nummer 2305 in das schwedische Ritterhaus aufgenommen wurde. Die schwedische Familie führt allerdings ein anderes Wappen.
Mitglieder der schwedischen Familie:
- Carl Wilhelm von Sydow (1878–1952), schwedischer Ethnologe und Vater von Max von Sydow
- Björn von Sydow (* 1945), schwedischer Politiker, ehem. Verteidigungsminister und Parlamentspräsident
- Ebba von Sydow (* 1981), schwedische Journalistin und Enkelin von Oscar von Sydow
- Henrik von Sydow (* 1976), schwedischer Politiker
- Max von Sydow (1929–2020), schwedischer Schauspieler
- Oscar von Sydow (1873–1936), schwedischer Politiker und Ministerpräsident

Der in Deutschland eingetragene Familienverband der Familien von Sydow e. V. steht in Kontakt mit dem Familienverband der schwedischen Familie von Sydow.